# Copa Sudamericana 2026
Navigation
Édition 2025 Édition 2027
La Copa Sudamericana 2026 est la 25e édition de la compétition inter-clubs sud-américaine de football de deuxième niveau. 
Cette compétition organisée par la CONMEBOL oppose des clubs sud-américains qui se sont illustrés dans leurs championnats respectifs la saison précédente.
Le vainqueur de la Copa Sudamericana se qualifie pour la Copa Libertadores 2027 et la Recopa Sudamericana 2026.

## Format
Le format de cette compétition est identique à celui des éditions précédentes. Les nations présentent 4 ou 6 clubs en fonction d'un classement établi par la CONMEBOL, qui sont qualifiés pour le premier tour de qualification ou la phase de groupes.
Les équipes franchissant le tour de qualification rejoignent les équipes qualifiées d'office ainsi que les quatre perdants du troisième tour préliminaire de la Copa Libertadores 2026 et sont réparties dans quatre chapeaux de 8 équipes selon le classement des clubs de la CONMEBOL.
La phase de groupe de la compétition est composée de 8 groupes de 4 équipes et la phase finale de quatre tours allant des huitièmes de finale jusqu'à la finale. Cependant, avant les huitièmes de finale un tour de barrage entre les huit deuxièmes de groupes et les huit troisièmes de groupe de la Copa Libertadores 2026 s'affrontent lors de barrages avant les huitièmes de finale.

## Participants
56 équipes  provenant de 10 associations membres de la CONMEBOL participent à la Copa Sudamericana 2026, dont 12 reversées de Copa Libertadores 2026 entrant à divers stade de la compétition.
D'après le classement de la CONMEBOL des championnats, une liste définit le nombre de clubs qu’une association a le droit d’envoyer :
- Les associations aux places 1 et 2 envoient six clubs en phase de groupes ;
- Les associations aux places 3 à 10 envoient quatre clubs au tour de qualification.

| Brésil (1er Classement COMNEBOL)                                | Brésil (1er Classement COMNEBOL) | Argentine (2e Classement COMNEBOL) | Argentine (2e Classement COMNEBOL) |
| --------------------------------------------------------------- | -------------------------------- | ---------------------------------- | ---------------------------------- |
| 7e du Championnat 2025                                          |                                  | 4e Classement général saison 2025  |                                    |
| 8e du Championnat 2025                                          |                                  | 5e Classement général saison 2025  |                                    |
| 9e du Championnat 2025                                          |                                  | 6e Classement général saison 2025  |                                    |
| 10e du Championnat 2025                                         |                                  | 7e Classement général saison 2025  |                                    |
| 11e du Championnat 2025                                         |                                  | 8e Classement général saison 2025  |                                    |
| 12e du Championnat 2025                                         |                                  | 9e Classement général saison 2025  |                                    |
| Reversés du troisième tour préliminaire de la Copa Libertadores |                                  |                                    |                                    |
| Reversés du 3e tour préliminaire                                |                                  |                                    |                                    |
|                                                                 |                                  |                                    |                                    |
|                                                                 |                                  |                                    |                                    |
|                                                                 |                                  |                                    |                                    |

| Chili (3e Classement COMNEBOL)       | Chili (3e Classement COMNEBOL)    | Colombie (4e Classement COMNEBOL)   | Colombie (4e Classement COMNEBOL)   |
| ------------------------------------ | --------------------------------- | ----------------------------------- | ----------------------------------- |
| 4e du Championnat 2025               |                                   | 3e Classement cumulé 2025           |                                     |
| 5e du Championnat 2025               |                                   | 4e Classement cumulé 2025           |                                     |
| 6e du Championnat 2025               |                                   | 5e Classement cumulé 2025           |                                     |
| 7e du Championnat 2025               |                                   | Vainqueur Coupe 2025                |                                     |
| Bolivie (5e Classement COMNEBOL)     | Bolivie (5e Classement COMNEBOL)  | Équateur (6e Classement COMNEBOL)   | Équateur (6e Classement COMNEBOL)   |
| 4e Classement cumulé 2025            |                                   | 3e Classement cumulé 2025           |                                     |
| 5e Classement cumulé 2025            |                                   | 4e Classement cumulé 2025           |                                     |
| 6e Classement cumulé 2025            |                                   | 5e Classement cumulé 2025           |                                     |
| Finaliste Coupe 2025                 |                                   | 7e Classement cumulé 2025           |                                     |
| Paraguay (7e Classement COMNEBOL)    | Paraguay (7e Classement COMNEBOL) | Pérou (8e Classement COMNEBOL)      | Pérou (8e Classement COMNEBOL)      |
| 3e Classement cumulé 2025            |                                   | 3e du championnat 2025              |                                     |
| 4e Classement cumulé 2025            |                                   | 4e du championnat 2025              |                                     |
| 5e Classement cumulé 2025            |                                   | 5e du championnat 2025              |                                     |
| 6e Classement cumulé 2025            |                                   | 6e du championnat 2025              |                                     |
| Uruguay (9e Classement COMNEBOL)     | Uruguay (9e Classement COMNEBOL)  | Venezuela (10e Classement COMNEBOL) | Venezuela (10e Classement COMNEBOL) |
| 3e Classement cumulé 2025            |                                   | Finaliste Tournoi Ouverture 2025    | Deportivo Táchira FC                |
| 4e Classement cumulé 2025            |                                   | Finaliste Tournoi Clôture 2025      |                                     |
| 5e Classement cumulé 2025            |                                   | 3e Classement cumulé 2025           |                                     |
| Vainqueur Tournoi intermédiaire 2025 | CA Peñarol                        | 4e Classement cumulé 2025           |                                     |

| Reversés de phase de groupes de la Copa Libertadores | Reversés de phase de groupes de la Copa Libertadores | Reversés de phase de groupes de la Copa Libertadores | Reversés de phase de groupes de la Copa Libertadores |
| ---------------------------------------------------- | ---------------------------------------------------- | ---------------------------------------------------- | ---------------------------------------------------- |
| Reversés groupes de la Copa Libertadores 2026        |                                                      |                                                      |                                                      |
|                                                      |                                                      |                                                      |                                                      |
|                                                      |                                                      |                                                      |                                                      |
|                                                      |                                                      |                                                      |                                                      |
|                                                      |                                                      |                                                      |                                                      |
|                                                      |                                                      |                                                      |                                                      |
|                                                      |                                                      |                                                      |                                                      |
|                                                      |                                                      |                                                      |                                                      |

## Calendrier
| Nom                                             | Tirage au sort | Match aller | Match retour | Nombre de participants |
| ----------------------------------------------- | -------------- | ----------- | ------------ | ---------------------- |
| Tour préliminaire (2026)                        |                |             |              |                        |
| Tour préliminaire                               | décembre 2025  | mars        | mars         | 32                     |
| Phase de groupes (2026)                         |                |             |              |                        |
| Journées 1 et 4 Journées 2 et 5 Journées 3 et 6 | mars           | avril-mai   | avril-mai    | 32 (16+16)             |
| Phase finale (2026)                             |                |             |              |                        |
| Barrages                                        | Pas de tirage  | juillet     | juillet      | 16 (8+8)               |
| Huitièmes de finale                             | juin           | aout        | aout         | 16                     |
| Quarts de finale                                | juin           | septembre   | septembre    | 8                      |
| Demi-finales                                    | juin           | octobre     | octobre      | 4                      |
| Finale                                          | juin           | novembre    | novembre     | 2                      |

## Tour préliminaire
Les trente-deux équipes participantes s'affrontent sur un seul match au sein de leur propre pays afin de désigner deux équipes locales pour participer à la phase de groupes. 
Ce tour concerne les équipes des championnats classés entre la 3e et la 10e place.
| Équipe | Score | Équipe |
| ------ | ----- | ------ |
|        | -     |        |
|        | -     |        |
|        | -     |        |
|        | -     |        |
|        | -     |        |
|        | -     |        |
|        | -     |        |
|        | -     |        |
|        | -     |        |
|        | -     |        |
|        | -     |        |
|        | -     |        |
|        | -     |        |
|        | -     |        |
|        | -     |        |
|        | -     |        |

## Phase de groupe

### Format et tirage au sort
Les trente-deux équipes participantes sont placées dans quatre pots de huit équipes en fonction de leur place au classement des clubs de la CONMEBOL. 
Pot du tirage au sort
| Pot 1 | Pot 2 | Pot 3 | Pot 4            |
| ----- | ----- | ----- | ---------------- |
| 0     | 0     | 0     | 0                |
|       |       |       |                  |
|       |       |       |                  |
|       |       |       |                  |
|       |       |       | (Libertadores 1) |
|       |       |       | (Libertadores 2) |
|       |       |       | (Libertadores 3) |
|       |       |       | (Libertadores 4) |

### Classements et résultats
| Légende des classements - Qualifié pour les huitièmes de finale - Qualifié pour les barrages | 0 | Légende des résultats - Victoire à domicile - Match nul - Victoire à l'extérieur |

#### Groupe A
| Rang | Équipe | Pts | J | G | N | P | Bp | Bc | Diff |  | Résultats (▼ dom., ► ext.) |   |   |   |   |
| ---- | ------ | --- | - | - | - | - | -- | -- | ---- |  | -------------------------- | - | - | - | - |
| 1    |        | 0   | 0 | 0 | 0 | 0 | 0  | 0  | 0    |  |                            |   | - | - | - |
| 2    |        | 0   | 0 | 0 | 0 | 0 | 0  | 0  | 0    |  |                            | - |   | - | - |
| 3    |        | 0   | 0 | 0 | 0 | 0 | 0  | 0  | 0    |  |                            | - | - |   | - |
| 4    |        | 0   | 0 | 0 | 0 | 0 | 0  | 0  | 0    |  |                            | - | - | - |   |

#### Groupe B
| Rang | Équipe | Pts | J | G | N | P | Bp | Bc | Diff |  | Résultats (▼ dom., ► ext.) |   |   |   |   |
| ---- | ------ | --- | - | - | - | - | -- | -- | ---- |  | -------------------------- | - | - | - | - |
| 1    |        | 0   | 0 | 0 | 0 | 0 | 0  | 0  | 0    |  |                            |   | - | - | - |
| 2    |        | 0   | 0 | 0 | 0 | 0 | 0  | 0  | 0    |  |                            | - |   | - | - |
| 3    |        | 0   | 0 | 0 | 0 | 0 | 0  | 0  | 0    |  |                            | - | - |   | - |
| 4    |        | 0   | 0 | 0 | 0 | 0 | 0  | 0  | 0    |  |                            | - | - | - |   |

#### Groupe C
| Rang | Équipe | Pts | J | G | N | P | Bp | Bc | Diff |  | Résultats (▼ dom., ► ext.) |   |   |   |   |
| ---- | ------ | --- | - | - | - | - | -- | -- | ---- |  | -------------------------- | - | - | - | - |
| 1    |        | 0   | 0 | 0 | 0 | 0 | 0  | 0  | 0    |  |                            |   | - | - | - |
| 2    |        | 0   | 0 | 0 | 0 | 0 | 0  | 0  | 0    |  |                            | - |   | - | - |
| 3    |        | 0   | 0 | 0 | 0 | 0 | 0  | 0  | 0    |  |                            | - | - |   | - |
| 4    |        | 0   | 0 | 0 | 0 | 0 | 0  | 0  | 0    |  |                            | - | - | - |   |

#### Groupe D
| Rang | Équipe | Pts | J | G | N | P | Bp | Bc | Diff |  | Résultats (▼ dom., ► ext.) |   |   |   |   |
| ---- | ------ | --- | - | - | - | - | -- | -- | ---- |  | -------------------------- | - | - | - | - |
| 1    |        | 0   | 0 | 0 | 0 | 0 | 0  | 0  | 0    |  |                            |   | - | - | - |
| 2    |        | 0   | 0 | 0 | 0 | 0 | 0  | 0  | 0    |  |                            | - |   | - | - |
| 3    |        | 0   | 0 | 0 | 0 | 0 | 0  | 0  | 0    |  |                            | - | - |   | - |
| 4    |        | 0   | 0 | 0 | 0 | 0 | 0  | 0  | 0    |  |                            | - | - | - |   |

#### Groupe E
| Rang | Équipe | Pts | J | G | N | P | Bp | Bc | Diff |  | Résultats (▼ dom., ► ext.) |   |   |   |   |
| ---- | ------ | --- | - | - | - | - | -- | -- | ---- |  | -------------------------- | - | - | - | - |
| 1    |        | 0   | 0 | 0 | 0 | 0 | 0  | 0  | 0    |  |                            |   | - | - | - |
| 2    |        | 0   | 0 | 0 | 0 | 0 | 0  | 0  | 0    |  |                            | - |   | - | - |
| 3    |        | 0   | 0 | 0 | 0 | 0 | 0  | 0  | 0    |  |                            | - | - |   | - |
| 4    |        | 0   | 0 | 0 | 0 | 0 | 0  | 0  | 0    |  |                            | - | - | - |   |

#### Groupe F
| Rang | Équipe | Pts | J | G | N | P | Bp | Bc | Diff |  | Résultats (▼ dom., ► ext.) |   |   |   |   |
| ---- | ------ | --- | - | - | - | - | -- | -- | ---- |  | -------------------------- | - | - | - | - |
| 1    |        | 0   | 0 | 0 | 0 | 0 | 0  | 0  | 0    |  |                            |   | - | - | - |
| 2    |        | 0   | 0 | 0 | 0 | 0 | 0  | 0  | 0    |  |                            | - |   | - | - |
| 3    |        | 0   | 0 | 0 | 0 | 0 | 0  | 0  | 0    |  |                            | - | - |   | - |
| 4    |        | 0   | 0 | 0 | 0 | 0 | 0  | 0  | 0    |  |                            | - | - | - |   |

#### Groupe G
| Rang | Équipe | Pts | J | G | N | P | Bp | Bc | Diff |  | Résultats (▼ dom., ► ext.) |   |   |   |   |
| ---- | ------ | --- | - | - | - | - | -- | -- | ---- |  | -------------------------- | - | - | - | - |
| 1    |        | 0   | 0 | 0 | 0 | 0 | 0  | 0  | 0    |  |                            |   | - | - | - |
| 2    |        | 0   | 0 | 0 | 0 | 0 | 0  | 0  | 0    |  |                            | - |   | - | - |
| 3    |        | 0   | 0 | 0 | 0 | 0 | 0  | 0  | 0    |  |                            | - | - |   | - |
| 4    |        | 0   | 0 | 0 | 0 | 0 | 0  | 0  | 0    |  |                            | - | - | - |   |

#### Groupe H
| Rang | Équipe | Pts | J | G | N | P | Bp | Bc | Diff |  | Résultats (▼ dom., ► ext.) |   |   |   |   |
| ---- | ------ | --- | - | - | - | - | -- | -- | ---- |  | -------------------------- | - | - | - | - |
| 1    |        | 0   | 0 | 0 | 0 | 0 | 0  | 0  | 0    |  |                            |   | - | - | - |
| 2    |        | 0   | 0 | 0 | 0 | 0 | 0  | 0  | 0    |  |                            | - |   | - | - |
| 3    |        | 0   | 0 | 0 | 0 | 0 | 0  | 0  | 0    |  |                            | - | - |   | - |
| 4    |        | 0   | 0 | 0 | 0 | 0 | 0  | 0  | 0    |  |                            | - | - | - |   |

## Barrages
Ce tour concerne les équipes classées à la 2e place des groupes de Sudamericana et les équipes classées à la 3e place des groupes de Libertadores.
| Les 16 qualifiés pour le tirage au sort | Les 16 qualifiés pour le tirage au sort | Les 16 qualifiés pour le tirage au sort |
| Groupe                                  | Pot 1 - 3e de groupe de Libertadores    | Pot 2 - 2e de groupe de Sudamericana    |
| --------------------------------------- | --------------------------------------- | --------------------------------------- |
| A                                       |                                         |                                         |
| B                                       |                                         |                                         |
| C                                       |                                         |                                         |
| D                                       |                                         |                                         |
| E                                       |                                         |                                         |
| F                                       |                                         |                                         |
| G                                       |                                         |                                         |
| H                                       |                                         |                                         |

Les seize équipes participantes s'affrontent lors de confrontations aller-retour entre une équipe de la Copa Libertadores et une de la Copa Sudamericana afin de désigner deux équipes pour participer à la phase de groupes. 
| Équipe | Aller | Total | Retour | Équipe |
| ------ | ----- | ----- | ------ | ------ |
|        | -     | -     | -      |        |
|        | -     | -     | -      |        |
|        | -     | -     | -      |        |
|        | -     | -     | -      |        |
|        | -     | -     | -      |        |
|        | -     | -     | -      |        |
|        | -     | -     | -      |        |
|        | -     | -     | -      |        |

## Phase à élimination directe

### Huitièmes de finale
| Équipe | Aller | Total | Retour | Équipe |
| ------ | ----- | ----- | ------ | ------ |
|        | -     | -     | -      |        |
|        | -     | -     | -      |        |
|        | -     | -     | -      |        |
|        | -     | -     | -      |        |
|        | -     | -     | -      |        |
|        | -     | -     | -      |        |
|        | -     | -     | -      |        |
|        | -     | -     | -      |        |

### Quarts de finale
| Équipe | Aller | Total | Retour | Équipe |
| ------ | ----- | ----- | ------ | ------ |
|        | -     | -     | -      |        |
|        | -     | -     | -      |        |
|        | -     | -     | -      |        |
|        | -     | -     | -      |        |

### Demi-finales
| Équipe | Aller | Total | Retour | Équipe |
| ------ | ----- | ----- | ------ | ------ |
|        | -     | -     | -      |        |
|        | -     | -     | -      |        |

### Finale
| Équipe | Score | Équipe |
| ------ | ----- | ------ |
|        | -     |        |

#### Tableau final
|  | Quarts de finale | Quarts de finale | Quarts de finale | Quarts de finale |   |  | Demi-finales | Demi-finales | Demi-finales | Demi-finales |  |  | Finale | Finale | Finale | Finale |
|  |                  |                  |                  |                  |   |  |              |              |              |              |  |  |        |        |        |        |
|  |                  |                  |                  |                  |   |  |              |              |              |              |  |  |        |        |        |        |
|  |                  |                  |                  |                  |   |  |              |              |              |              |  |  |        |        |        |        |
|  |                  |                  | -                |                  |   |  |              |              |              |              |  |  |        |        |        |        |
|  |                  |                  |                  |                  |   |  |              |              |              |              |  |  |        |        |        |        |
|  |                  |                  | -                |                  |   |  |              |              |              |              |  |  |        |        |        |        |
|  |                  |                  | -                |                  |   |  |              |              |              |              |  |  |        |        |        |        |
|  |                  |                  |                  |                  |   |  |              |              |              |              |  |  |        |        |        |        |
|  |                  |                  |                  |                  | - |  |              |              |              |              |  |  |        |        |        |        |
|  |                  |                  | -                |                  |   |  |              |              |              |              |  |  |        |        |        |        |
|  |                  |                  |                  |                  |   |  |              |              |              |              |  |  |        |        |        |        |
|  |                  |                  | -                |                  |   |  |              |              |              |              |  |  |        |        |        |        |
|  |                  |                  | -                |                  |   |  |              |              |              |              |  |  |        |        |        |        |
|  |                  |                  |                  |                  |   |  |              |              |              |              |  |  |        |        |        |        |
|  |                  |                  |                  |                  | - |  |              |              |              |              |  |  |        |        |        |        |
|  |                  |                  | -                |                  |   |  |              |              |              |              |  |  |        |        |        |        |
|  |                  |                  |                  |                  |   |  |              |              |              |              |  |  |        |        |        |        |
|  |                  |                  | -                |                  |   |  |              |              |              |              |  |  |        |        |        |        |
|  |                  |                  | -                |                  |   |  |              |              |              |              |  |  |        |        |        |        |
|  |                  |                  |                  |                  |   |  |              |              |              |              |  |  |        |        |        |        |
|  |                  |                  |                  |                  | - |  |              |              |              |              |  |  |        |        |        |        |
|  |                  |                  | -                |                  |   |  |              |              |              |              |  |  |        |        |        |        |
|  |                  |                  |                  |                  |   |  |              |              |              |              |  |  |        |        |        |        |
|  |                  |                  | -                |                  |   |  |              |              |              |              |  |  |        |        |        |        |
|  |                  |                  |                  |                  |   |  |              |              |              |              |  |  |        |        |        |        |
|  |                  |                  |                  |                  |   |  |              |              |              |              |  |  |        |        |        |        |